# Ватрогасни дом у Пироту
Ватрогасни дом у Пироту се налази у улици Краљевића Марка 33. Сам Ватрогасни савез Пиротског округа јесте део Ватрогасног савеза Србије. 

## Прва ватрогасна чета у Пироту
Сам датум оснивања ватрогасне чете у Пироту није сасвим јасан јер се помињу три датума: 1. 9. 1933, 27. 2. 1934. и 1. 5. 1934. године. 
Новим законом о организацији ватрогаства сагледана су и насеља попут Пирота. За сва места са више од 2.000 становника, која немају добровољне ватрогасне чете, општине су биле обавезне да од својих општинских службеника одреде заповедника и потребан број људства за ватрогасце. Обавезе су обухватале и набавку прекопо требних ватрогасних справа и опреме а ватрогасцима обезбеђење стручне обуке у руковању са њима. У то време Пирот је имао преко 8.000 становника и обавезу и потребу да оснује добровољну ватрогасну чету са најмање петнаест ватрогасаца, од којих двојица морају бити плаћени ватрогасци. Општина Пирот је потражила већ оспособљеног ватрогасца. Тадашњи председник општине пиротске Љуба Љубеновић је запослио Јована Џунића који постаје први плаћени ватрогасац у Пироту. Добио је задатак да организује прву добровољну ватрогасну чету, коју и формира 1. 5. 1934. године. Ангажовао је познате занатлије, раднике пиротског електричног друштва. За рад у ватрогаству, непосредно пред други светски рат, одликован је ватрогасним крстом Ватрогасног савеза краљевине Југославије.
Негде до 1938. године у друштву се радило без значајније опреме. Коришћена је једна коњска запрега са ручном пумпом. Целокупна опрема и запрега чувана је у просторијама преко пута Општине, иза зграде данашњег Округа. Тек 1938. године, Бранко Радосављевић, апотекар, а тадашњи председник пиротске општине, одлучује о куповини ватрогасног возила. Јован Џунић, као командир чете, и Добрица, као шофер, довозе из Чешке камион–цистерну од 1.500 л марке „прага“. Камион се користио као ватрогасно возило, али и као комунално, тј. за поливање важнијих улица града. Такво стање технике и људства било је до избијања Другог светског рата.

## Чета после Другог светског рата
У ослобођеном граду задужење да оформи ватрогасну јединицу опет је добио Јован Џунић. Најпречи задатак био је враћање ватрогасног возила. Интервенцијом наших власти, сазнало седа се цистерна налази у Драгоману, одакле је и враћена у Пирот.
Крајем 1962. године професионална ватрогасна јединица је имала девет извршујућих чланова, од тога: два ватрогасца прве класе, три ватрогасца друге класе, два ватрогасна приправника и два возача. Поседовали су једну просторију са опремиштем и једну гаражу поред затвора. Располагали су следећим справама и опремом: девет зимских униформи, седам летњих униформи, једанаест шлемова, четрнаест пењачких опасача, два изолујућа апарата, осам гасмаски, једно азбестно одело, две лестве, две међумешалице, две млазнице за ваздушну пену, одводних црева ф 52 (гумираних 93 м, кудељних 270 м), кудељних црева ф 75 у дужини 125 м и две моторне пумпе са приколицама).
Такав састав био је до 1983. године, до преласка јединице у састав СУП-а. Од тада до данас организација службе се променила, али и број извршилаца ватрогасних послова. Она се данас зове ватрогасна чета СУП–а Пирот, броји 37 чланова и изгледа овако:
Одсек противпожарне полиције чине две организационе целине и то:
—– Ватрогасна чета СУП–а Пирот и
— Инспекцијска служба.
Ватрогасна чета СУП-а Пирот састоји се од ватрогасног вода у Пироту и ватрогасних одељења у Бабушници, Белој Паланци и Димитровграду. Ватрогасна јединица у Пироту састоји се од 4 ватрогасна одељења, са по 9 ватрогасаца и командиром чете.
Унутрашња организација јединице је следећа: 1 командир ватрогасне чете, 4 шефа смене, 4 командира одељења, 4 вође ватрогасне групе, 12 ватрогасаца и 12 ватрогасних возача.
Дана 13. марта 1960. године, је у сали пиротске Гимназије, уз присуство 80 делегата, одржана оснивачка скупштина Ватрогасног савеза општине Пирот. Регистрација је извршена код Секретаријата за унутрашње послове Народног одбора, среза Ниш под бројем 05–2 бр. 8426 од 17. 6. 1960. године. За председника је изабран Јован Костић, за секретара Будимир Петровић, а за командира одреда Трајко Ранчић. 
На инсистирање Ватрогасног савеза Србије покренута је иницијатива о формирању Окружног ватрогасног савеза Пирот, који би требало да обједини ватрогасне савезе Пирота, Бабушнице, Беле Паланке и Димитровграда. Како су само постојали ватрогасни савези Пирота и Бабушнице, чекало се на оснивање истих у Белој Паланци Димитровграду. Када су се услови стекли, 7. 9. 1995. године је одржана оснивачка скупштина, а 17. 3. 1997. године извршен упис у регистар друштвених организација и удружења грађана. За председника је изабран Добривоје Аранђеловић, а са секретара Мирољуб Игњатовић.